# Georg Sarauw (oversætter)
 Der er flere personer med dette navn, se Georg Sarauw.
Georg Sarauw lektor, oversætter, f. 1/6 1907 i Troitskosávsk, Sibirien, d. 11/6 1988 på Frederiksberg; søn af overtelegrafist Aage Julius Sarauw (død 1955) og hustru Ljubóvj Gérmanovna f. von Vogel (død 1961); gift 1/10 1932 m. Kate S., f. 3/2 1909 på Frederiksberg, d. 13/2 1997 på Frederiksberg; datter af grosserer Aage Mottlau (død 1946) og hustru Christine f. Jensen (død 1948).
Student (Frederiksberg Gymnasium) 1926; cand.mag. (dansk, tysk, russisk) 1932; adjunkt ved Frederiksberg Gymnasium 1935, lektor 1948-73; gymnasielektor i russisk fra 1955; lærer i dansk ved Hærens Officersskole 1940-56; i russisk 1945-57; censor ved Århus o. a. universiteter 1955-72; lærer i russisk ved forsvarets sprogskole 1958-78.
Stifter af og formand for Russisklærerforeningen 1963-67.
Oversættelser:
- Boris Godunov (af Pusjkin)1937
- Dostojevskijs romaner og noveller
- Andrejev
- Artsybasjev
- Dudintsev
- Erenburg
- L. Tolstoj (I ny udg. af Krig og Fred)
- A. Tolstoj
- Kuprin
- Gogol
- Gorkij
- Tjekhov
- A. Solsjenitsyn
- Aksjonov
- Sjolokhov
- Sinjavskij m.fl. Russiske digte (m. indl.) 1900-1950
- Udvalgte digte af Boris Pasternak i Olga Andrejev Carlisles Min søster livet 1977
- Igorkvadet (fra 12. årh., 1985)
- Samlet udg. af St. Petersborg noveller 1970
- Udvalgte ukrainske noveller 1973
- Døde Sjæle I-II (Gogol)
- En hunds hjerte (Bulgakov) 1973
- Musketerernes nætter (novellesamling) 1977
- Russiske folkeeventyr 1980
- Dostojevskij i nyoversættelser, sidst Raskolnikov, forbrydelse og straf 1984

Talrige oversættelser til radioen og bearb. til høre- og TV-spil fra russisk
Opført på Det Kgl. Teater:
- Gogols Revisoren 1951, (oversat s. m. Normann)
- Tjekhovs Mågen og Kirsebærhaven (Odense Teater)
- Bearb. af Tjekhovs Stakkels Don Juan (til Aarhus Teater)
- Opført på Det Ny Teater: Den der ler sidst - af Ostrovskij (1962)
- Revisoren (Ålborg Teater, 1964, Gladsaxe Teater, 1965)
- Onkel Vanja (Det danske Teater, 1969, i TV-teatret 1971, 1973)
- Boris Godunov og Ostrovskijs Uvejret (DR 1972-74)
- Gogols Friere (TV-Teatret, 1973); Russisk roulette (Folketeatret, 1984)

Igorkvadet indlemmedes i SSSR's Igormuseums samlinger 1986
Tildelt Dansk Oversætterforbunds ærespris 1973. Æresmedlem af Russisklærerforeningen 1976
Georg Friedrich Ernst Sarauw er tip-oldefar til Georg Sarauw